# Saint-Amand-de-Belvès
Saint-Amand-de-Belvès là một xã của Pháp, nằm ở tỉnh Dordogne trong vùng Aquitaine của Pháp.

## Hành chính
| Danh sách các xã trưởng                |             |                     |      |            |
| Giai đoạn                              | Giai đoạn   | Tên                 | Đảng | Tư cách    |
| tháng 3 năm 2001                       | 2003        | Alain Collier       | -    | -          |
| 2003                                   | đương nhiệm | Brigitte Pistolozzi | SE   | éducatrice |
| Tất cả các dữ liệu trước đây không rõ. |             |                     |      |            |

## Thông tin nhân khẩu
| Năm    | 1962 | 1968 | 1975 | 1982 | 1990 | 1999 | 2006 |
| ------ | ---- | ---- | ---- | ---- | ---- | ---- | ---- |
| Dân số | 139  | 123  | 104  | 86   | 104  | 100  | 92   |

|
}}